# Bulbuente (kommunhuvudort)
Bulbuente är en kommunhuvudort i Spanien.   Den ligger i provinsen Provincia de Zaragoza och regionen Aragonien, i den nordöstra delen av landet, 230 km nordost om huvudstaden Madrid. Bulbuente ligger 528 meter över havet och antalet invånare är 232.
Terrängen runt Bulbuente är kuperad västerut, men österut är den platt.Runt Bulbuente är det glesbefolkat, med 17 invånare per kvadratkilometer. Närmaste större samhälle är Borja, 6,0 km öster om Bulbuente. Omgivningarna runt Bulbuente är i huvudsak ett öppet busklandskap.